# Rete tranviaria di Cagliari
La rete tranviaria di Cagliari, nota anche come MetroCagliari, è un sistema di trasporto pubblico locale garantito da tram interurbani al servizio dei comuni di Cagliari, Monserrato, Selargius e Settimo San Pietro. Inaugurata il 17 marzo 2008 da Ferrovie della Sardegna, è gestita dall'ARST dall'ottobre 2010.
Dall'aprile 2015 l'esercizio è espletato su due linee di metrotranvia, ricavate in parte dalla ricostruzione del tratto urbano della ferrovia a scartamento ridotto per Isili e dalla destinazione di una parte della linea ferroviaria all'uso promiscuo con i tram.

## Storia

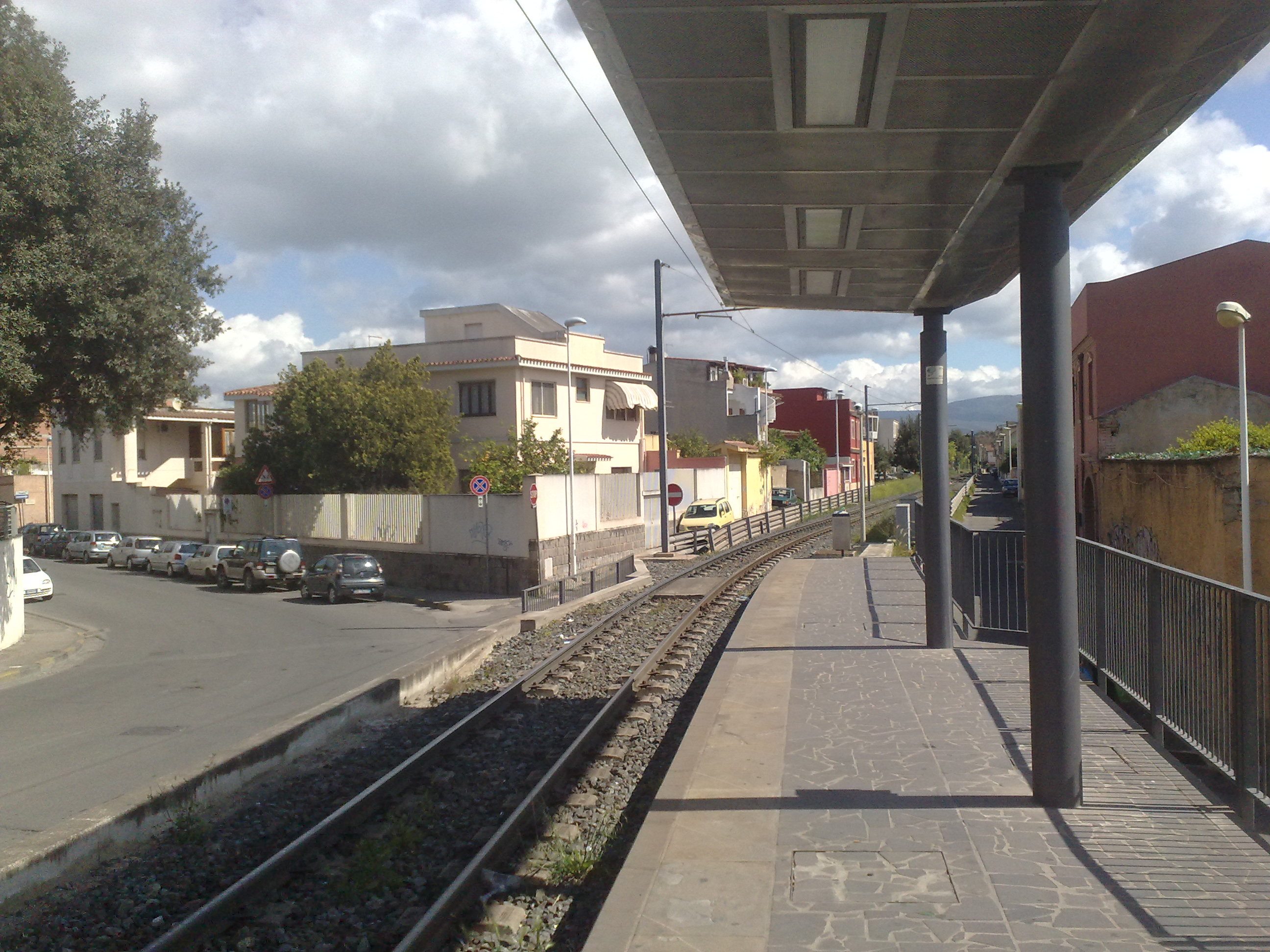
La fermata Redentore a Monserrato, lungo la linea 1

La città di Cagliari, fino al 23 novembre 1973, ebbe una rete tranviaria di tipo tradizionale che fu dismessa come in tante altre realtà urbane. Nei decenni successivi, tuttavia, si sentì l'esigenza di riutilizzare il tram per migliorare la mobilità all'interno del capoluogo sardo e del suo hinterland.

### Il progetto
A metà degli anni novanta tale auspicio si tramutò nell'affidamento alle Ferrovie della Sardegna del compito di predisporre il progetto per la realizzazione di una tranvia. Le FdS nel 1996 presentarono quindi un primo progetto di collegamento ad anello nell'area ovest del comune, con l'intenzione di individuare in fase successiva il percorso per un secondo anello atto al collegamento con la parte orientale dell'hinterland cagliaritano.
Nel corso degli anni numerose modifiche ai progetti furono presentate, e si dovette attendere il gennaio 2003 per l'avvio dell'iter di costruzione della prima linea del progetto: si trattava della tratta Cagliari (Piazza Repubblica)-Monserrato (via San Gottardo), frutto della riconversione all'esercizio tranviario della tratta urbana della ferrovia Cagliari-Isili, su cui dalla metà degli anni novanta veniva espletato un servizio di trasporto di tipo ferroviario-metropolitano.
La costruzione della linea fu finanziata dalla Regione Sardegna e dall'Unione europea, per complessivi 33 milioni di Euro. Con il finanziamento vennero inoltre acquistate le vetture tranviarie e furono costruiti il centro rimessa e manutenzione (CRM) di Monserrato ed il capolinea cagliaritano di piazza Repubblica, che ospita alcuni uffici della tranvia.

### La costruzione e i primi anni di esercizio

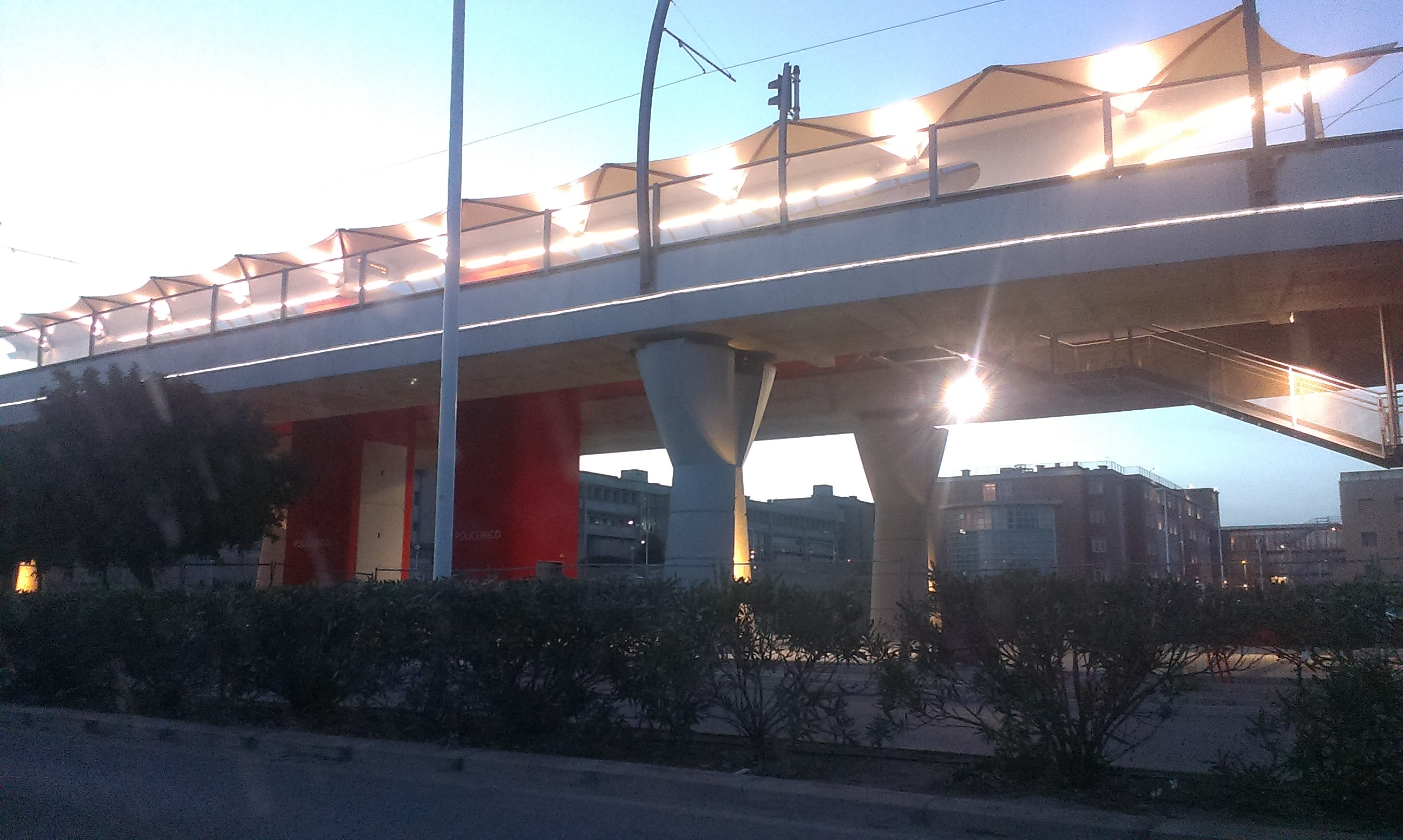
La fermata Policlinico, capolinea della linea 1, nell'ottobre 2014.

I lavori della linea 1 ebbero inizio nel giugno 2004 e furono completati nel maggio 2007. Nei mesi successivi fu dato il via al pre-esercizio della linea, che fu infine inaugurata il 17 marzo 2008 con nove fermate: Repubblica, Gennari, Genneruxi, Mercalli, Versalio, Centro Commerciale, Caracalla, Redentore e Gottardo. Sempre quell'anno importanti cambiamenti al tracciato della rete furono intrapresi in accordo tra regione e comuni, ulteriormente modificato negli anni successivi, specie per quanto riguarda il passaggio dei tram nel centro di Cagliari.

### L'estensione della rete
I lavori di ampliamento della rete ebbero inizio negli anni dieci: nel 2010 furono aperti i cantieri di prolungamento della linea 1 da Monserrato Gottardo all'omonima cittadella del Policlinico Universitario.
Nel 2012 fu dato inizio alla realizzazione della linea 2 (da Monserrato Gottardo a Settimo). 
La tratta Gottardo-Policlinico fu inaugurata il 14 febbraio 2015 (assieme alla stazione intermedia in via dell'Argine) mentre la linea 2 Monserrato Gottardo-Settimo San Pietro fu attivata il 3 aprile dello stesso anno senza fermate intermedie.
Il 21 aprile 2018 fu inaugurata la fermata di Selargius Camelie della linea 2.
Nel 2023 fu dato inizio alla realizzazione della linea 3 (da Repubblica a Matteotti)
Dal 1 gennaio 2023 ad agosto 2025 il tratto tra le stazioni Repubblica e San Gottardo (linea 1) fu esercitato da autobus sostitutivi per garantire i lavori riguardanti la rincalzatura dei binari, l'immissione del doppio binario e dei nuovi sistemi di sicurezza.

## Caratteristiche

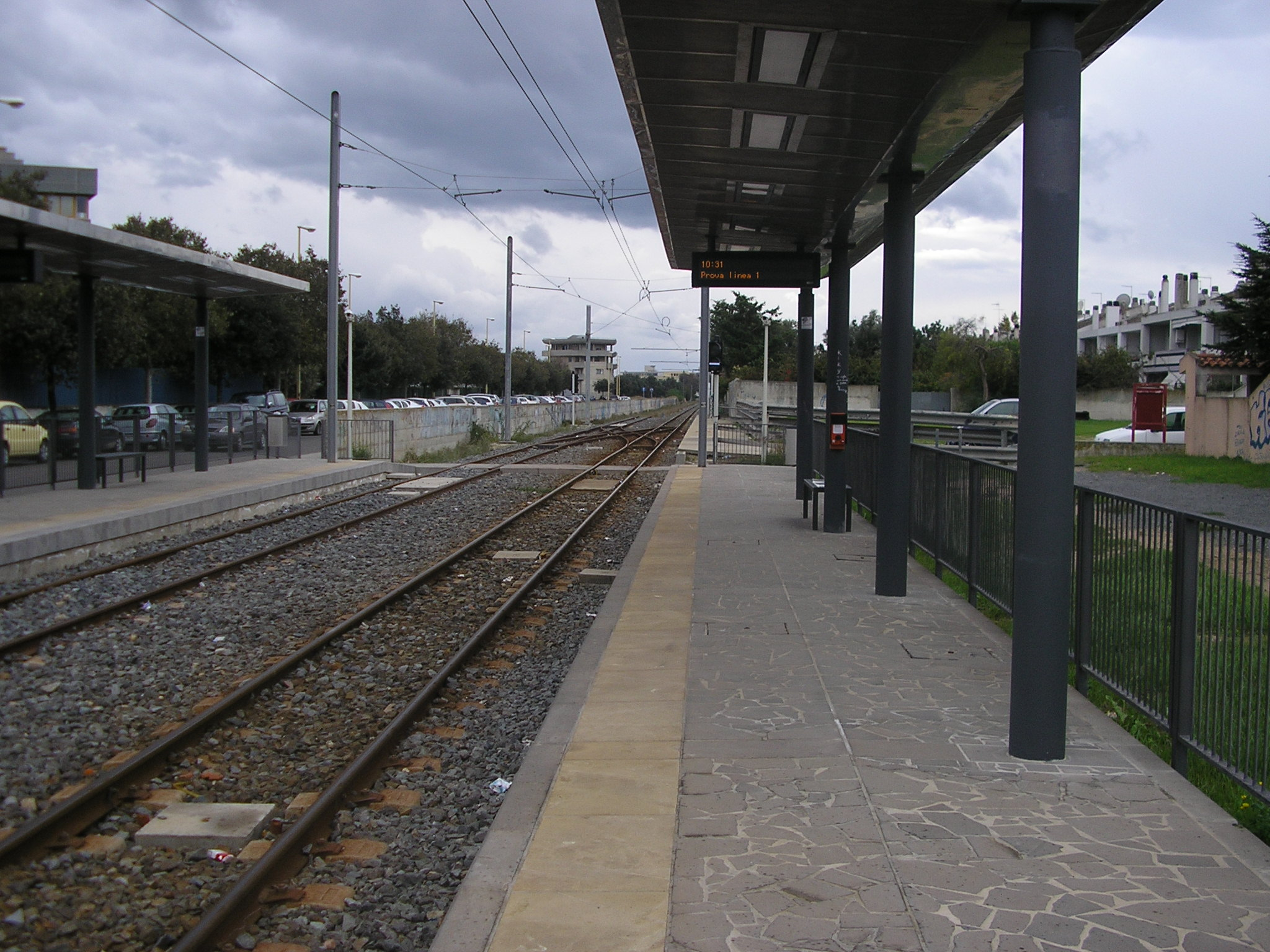
La fermata di Cagliari Vesalio sulla linea 1, nata negli anni novanta come fermata ferroviaria

La rete è elettrificata a 750 Volt a corrente continua ed è in buona parte a binario unico salvo la tratta San Gottardo - Policlinico e due ulteriori brevi sezioni che sono a doppio binario. Lo scartamento è quello ridotto a 950 mm, che ha permesso fra l'altro l'utilizzo del deposito ferroviario ARST di Monserrato.
La tranvia, risultando in gran parte dalla ricostruzione di una linea ferroviaria, è totalmente in sede riservata, allontanandosi spesso dai tracciati stradali; le numerose intersezioni sono regolate da semafori con asservimento in favore del transito dei veicoli tranviari. Il tratto San Gottardo - Policlinico, dove sono operative le linee 1 e 2, è di costruzione più recente ed è invece interamente su viadotto.
Le fermate, con banchina lunga 30 m, derivano in vari casi dalla ricostruzione delle preesistenti fermate ferroviarie. La stazione di Monserrato Gottardo è situata nella parte ovest dell'area occupata dagli impianti della stazione di Monserrato, da dove ha origine la ferrovia per Isili.
I primi 4 km di questa ferrovia sono percorsi anche dai tram in servizio sulla linea 2 San Gottardo - Settimo San Pietro; si tratta pertanto di un sistema di tipo tram-treno. La stazione di Settimo San Pietro è dotata di un binario tronco adibito a capolinea della linea 2.

## Percorso

### Linea 1
| Urban head station |

| Urban station on track |

| Urban station on track |

| Urban station on track |

| Urban station on track |

| Urban station on track |

| Urban station on track |

| Urban stop on track |

| Unknown route-map component "uCONTgq" + Unknown route-map component "lCONTgq" + Unknown route-map component "nKSTRaq" | Unknown route-map component "uABZg+r" + Unknown route-map component "nSTR+r" |  |

| Urban station on track + Unknown route-map component "lHST" + Unknown route-map component "nKSTRe" + Unknown route-map component "lhSTRa@f" |

| Unknown route-map component "uhBHF" |

| Unknown route-map component "uhKBHFe" |

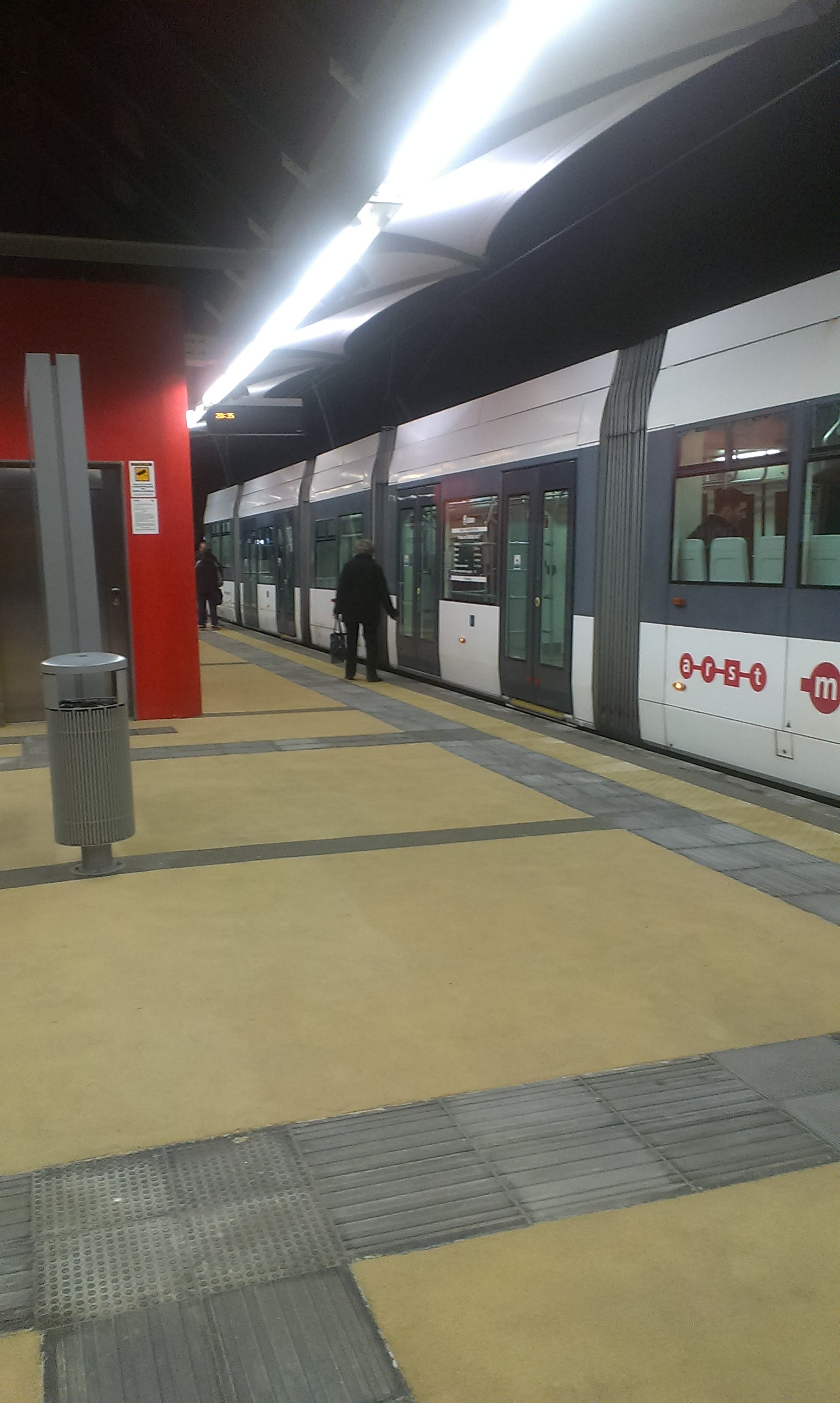
Interno della fermata terminale di Monserrato Policlinico

La linea collega piazza Repubblica (Cagliari) al Policlinico Universitario di Monserrato e all'attigua Cittadella Universitaria, dove sono concentrate quasi tutte le facoltà scientifiche dell'Ateneo cagliaritano; comprende undici stazioni, di cui due capolinea e nove fermate. È in gran parte a binario unico eccetto i tratti fra piazza Repubblica e largo Gennari, la ex stazione di Pirri e la fermata di Monserrato Via Caracalla e dalla stazione di Monserrato San Gottardo al Policlinico; sono inoltre presenti i raddoppi alle stazioni, eccetto a quella di Redentore (dal 2025). Il tratto a doppio binario compreso fra la stazione di Monserrato e il Policlinico, costruito ex novo sovrapponendosi in parte al percorso del mai completato tracciato ferroviario Monserrato-San Paolo e inaugurato nel febbraio 2015 è lungo 1,760 km e si sviluppa interamente su viadotto scavalcando la statale 554; le due fermate attive lungo questo percorso si presentano quindi sopraelevate e sono servite ciascuna da due ampie rampe di scale e due ascensori.
La linea è in funzione dalle 5:40 alle 23:10 e le corse vengono effettuate con una frequenza massima di 10 minuti dalle 6:26 a fine giornata (partenze da Monserrato Policlinico), con sei tram in circolazione, e di 20 minuti a inizio giornata e nei festivi, con tre convogli in circolazione. Il tempo di percorrenza dell'intera tratta è di 22 minuti.

### Linea 2
| Unknown route-map component "uhCONTg" |

| Urban straight track + Unknown route-map component "lhSTRe@f" |

| Urban station on track + Unknown route-map component "lHST" + Unknown route-map component "nKSTRa" |

| Unknown route-map component "uCONTgq" | Unknown route-map component "uABZgr" + Unknown route-map component "nSTR" |  |

| Urban straight track + Unknown route-map component "nKSTRa" + Unknown route-map component "nKSTRe" + Unknown route-map component "lDST" |

| Urban straight track + Unknown route-map component "nSTR" + Unknown route-map component "ulHST" |

| Unknown route-map component "mBHFa" + Unknown route-map component "nKSTRe" + Unknown route-map component "ulHST" |

| Continuation forward |

La linea collega lo scalo di Monserrato Gottardo col paese di Settimo San Pietro. Si tratta di un sistema tram-treno, in quanto la stessa tratta è percorsa anche dai treni locali da e per Mandas e Isili. Il tratto di linea interessato dal sistema tram-treno è interamente a binario unico; il capolinea è situato nella parte sud della stazione di Settimo San Pietro, in un binario appositamente ricavato per la sosta dei convogli tranviari.
La linea è in funzione nei giorni feriali dalle 6:18 (direzione Settimo) alle 21:20 (direzione Monserrato), con un solo tram in circolazione, data la brevità del percorso. Sono previste 32 corse per entrambe le direzioni di marcia nei giorni feriali, con una frequenza che oscilla mediamente fra i 20 e i 30 minuti, mentre nei giorni festivi vi sono 39 corse con frequenza fissa ogni 20 minuti, sempre per entrambe le direzioni. In alcuni orari le corse sono prolungate fino al Policlinico. La relazione viene percorsa in circa 6 minuti.

## Parco rotabili
La prima fornitura di veicoli era composta da 6 unità prodotte dalla Škoda Transportation del tipo Škoda 06 T, consegnate in occasione dell'inaugurazione della linea 1 e in seguito integrate con ulteriori 3 unità analoghe.
Nel 2013 la fornitura di ulteriori 3 tram articolati, con opzione per ulteriori 6 veicoli del tipo Urbos 100, venne aggiudicata alla CAF con un'offerta da 7,7 milioni di euro. Tali mezzi sono entrati in servizio il 21 aprile 2018.

## Progetti di estensione

### Il progetto originale

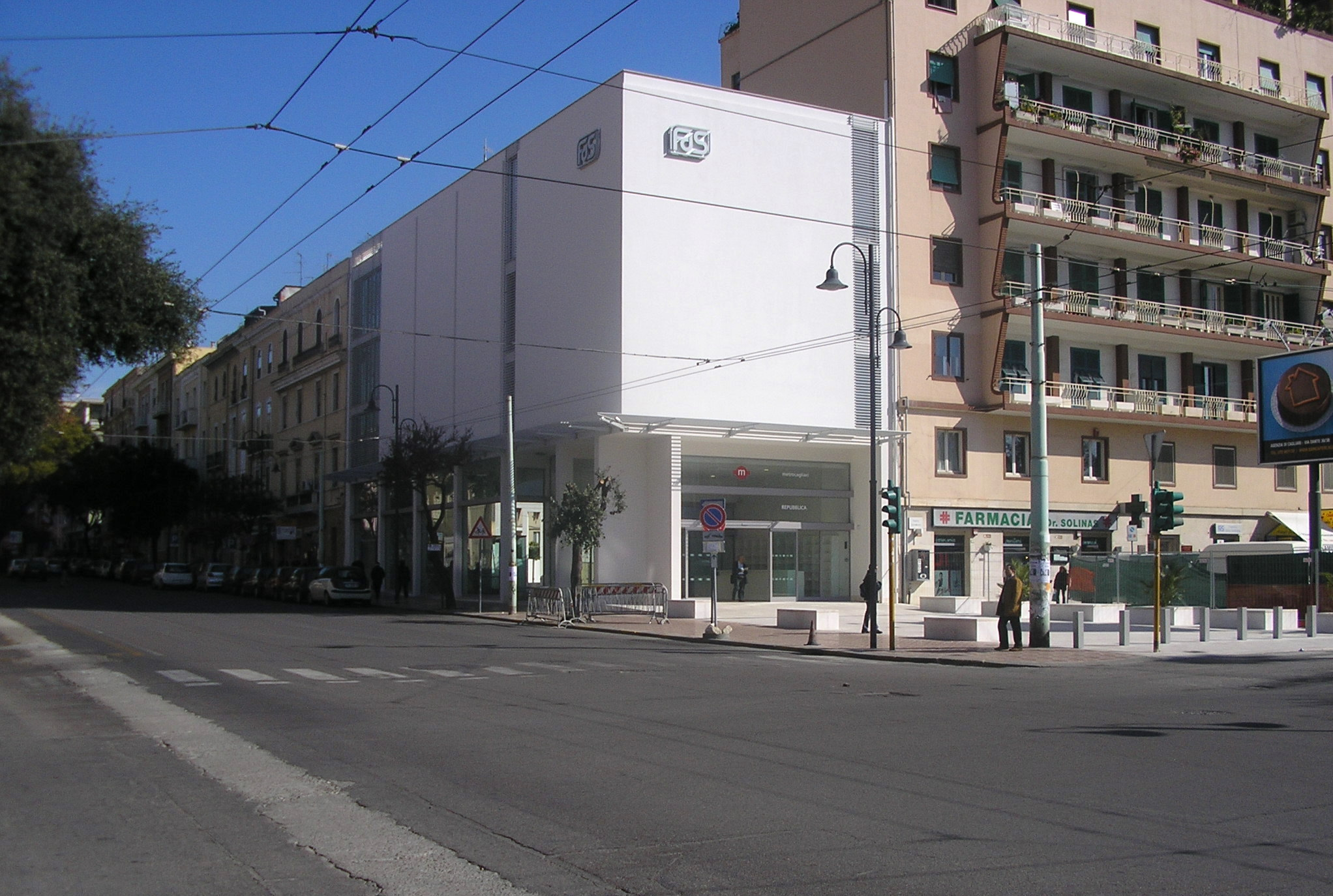
Il capolinea di piazza Repubblica della linea 1, costruito laddove sorgeva la vecchia stazione ferroviaria. La struttura è predisposta per il futuro prolungamento della linea verso il centro cittadino.

Il sistema venne inizialmente progettato con l'intento di realizzare una rete formata da due anelli: il primo a essere interessato ai lavori fu l'anello Ovest (costituito dall'attuale linea 1) il quale collegava piazza Repubblica (Cagliari) a Monserrato, poi al Policlinico ed infine alla frazione di Selargius Su Planu. L'anello Est, mai realizzato, riguardava il collegamento tra Cagliari e gli altri centri del retroterra.

### Il progetto del 2008
Il 2 febbraio 2008, la Regione presentò, assieme alle FdS, un nuovo progetto per 8 linee tranviarie, con un investimento pari a 319 milioni di euro (da utilizzare per la costruzione delle linee da 3 a 8) per un'estensione totale di 43,75 km. Oltre alle già previste linee 1 (Piazza Repubblica-San Gottardo) e 3 (San Gottardo-Policlinico), altre linee prevedevano il collegamento del capoluogo con Quartu, Settimo e Sinnai e la realizzazione di ulteriori direttrici che da tali comuni permettessero di raggiungere l'aeroporto di Cagliari-Elmas, la stazione FS di Cagliari e il porto, ma il progetto non ha avuto seguito.

### Il progetto definitivo
Nel 2016 venne presentato il progetto di prolungamento della linea 1, che consiste nel collegare l'attuale capolinea di Piazza Repubblica alla stazione di Cagliari FS con cinque fermate: Municipio, Darsena, Lussu, Bonaria, San Saturnino. Nel 2019 venne presentato il progetto definitivo e i lavori sarebbero dovuti partire nell'ottobre dello stesso anno e terminare nel 2021, ma nel corso del 2020, per ragioni in parte legate alla pandemia del virus SARS-CoV-2, i lavori vennero rinviati. Il 17 dicembre 2020 è stato annunciato che i lavori sarebbero dovuti partire il 16 gennaio 2021, ma per altri problemi essi sono partiti il 26 marzo 2021 per potersi concludere nel 2024 . A giugno 2025 la stazione non risulta ancora aperta e non sono disponibili informazioni ufficiali né sullo stato dei lavori né su una data attendibile di conclusione.

Contestualmente, sono in fase di completamento anche i lavori di raddoppio del binario nel tratto compreso tra le stazioni Caracalla e Repubblica, che hanno comportato la chiusura della linea per diversi anni. Sebbene gli interventi infrastrutturali risultino conclusi, ad agosto 2025 sono ancora in corso i collaudi finali per poi passare alla fase di pre-esercizio, ma non è stata comunicata una data certa per la riapertura del servizio: si stima entro la prima metà di settembre 2025 .